# Razze di Warcraft

Diverse creature di Warcraft visualizzate nel World Editor di Warcraft III: da sinistra a destra, fila più in basso: un tauren, un orco, due troll, un'alta elfa, un'elfa della notte, un centauro, un tuskarr, un draenei Perduto e un ogre a due teste; fila centrale: un makrura, un verrospino, uno gnoll, un murloc, un mezzorso, un coboldo, un senzavolto, una femmina e un maschio naga, un magnatauro, un silvagufo e un'arpia; fila in alto: un gigante del mare, un gigante della montagna, tre non morti (una banshee, un ghoul e un abominio) e sei demoni (un satiro, un segugio infernale, una sayaad, un nathrezim, un eredar e un annihilan).

Nell'universo di Warcraft, creato da Blizzard Entertainment, esistono diverse razze e creature.

## Alti elfi
Gli alti elfi (high elves), detti nella loro lingua quel'dorei, sono i discendenti di alcuni Alti Nobili che, durante la Guerra degli Antichi, guidati da Dath'Remar Solealto, si ribellarono ad Azshara e combatterono con la resistenza degli elfi della notte; alla fine del conflitto la magia arcana venne bandita ed essi, che si rifiutarono di smettere di praticarla, furono esiliati. 
I quel'dorei allora presero il largo, attraversando il Grande Mare e giungendo sulle coste occidentali di Lordaeron, da cui si spinsero fino ad una penisola nordorientale che battezzarono Quel'Thalas. La zona era già abitata dai troll della tribù Amani, e le schermaglie tra le due razze cominciarono immediatamente, e a peggiorare la situazione, gli elfi fondarono la loro capitale, Lunargenta, proprio in un luogo considerato sacro dai troll: dopo una serie di attacchi ferocissimi che costarono caro ad entrambe le parti, i troll si ritirarono a Zul'Aman, optando per tendere imboscate piuttosto che attacchi frontali. Grazie ad una fiala contenente acqua dell'originale Pozzo dell'Eternità che Dath'Remar aveva trafugato, gli elfi riuscirono a creare una nuova, piccola copia del Pozzo dell'Eternità, che chiamarono "Pozzo Solare". Troppo lontani da Nordrassil per usufuire dell'immortalità che garantiva agli elfi della notte, i quel'dorei cominciarono gradualmente a mutare, divenendo più bassi, con la pelle color pesca e vulnerabili alle condizioni ambientali; abbandonarono la vita notturna e l'adorazione di Elune e si diedero il nome di "alti elfi". Dopo circa quattromila anni, durante il regno di re Anasterian Solealto, i troll Amani attaccarono nuovamente in forze Quel'Thalas, questa volta con l'aiuto di potenti sacerdoti da Zandalar, dando il via alle "Guerre dei Troll"; gli alti elfi chiesero allora aiuto agli umani, che si erano riuniti nel regno di Arathor sotto la guida di re Thoradin, promettendo loro in cambio di insegnargli a usare magia arcana; assieme, i due popoli riuscirono a sconfiggere i troll, relegandoli ai margini di Lordaeron. 
Tremila anni dopo, l'Orda giunse a Lordaeron, dando inizio alla Seconda Guerra: gli alti elfi entrarono a far parte della Grande Alleanza dapprima con riluttanza e poi, dopo che gli orchi si allearono con i troll Amani invadendo Quel'Thalas, molto più convintamente. Alla fine del conflitto, gli alti elfi lasciarono l'Alleanza. Non molti anni dopo, durante la Terza Guerra, il regno di Quel'Thalas venne invaso dal Flagello dei non morti guidato da Arthas Menethil: egli aveva bisogno delle energie del Pozzo Solare per riportare in vita i resti mortali del negromante Kel'Thuzad. Nonostante la strenua resistenza, il Flagello si dimostrò impossibile da arrestare e riuscì ad arrivare al Pozzo Solare e corromperlo, uccidendo nel processo la caporanger Sylvanas Ventolesto e re Anasterian, insieme con il 90% della popolazione elfica. Privati delle energie del Pozzo, gli alti elfi superstiti si trovarono preda dell'astinenza dalla magia: il figlio di Anasterian, Kael'thas, ribattezzò i superstiti "elfi del sangue" e insegnò loro a saziare la propria sete di magia attingendo alla vilmagia dei demoni. I pochi che rifiutarono di farlo, trovando l'idea aberrante, vennero esiliati da Quel'Thalas: essi sono gli ultimi rimasti ad identificarsi come "alti elfi", e molti di loro sono ancora fedeli all'Alleanza.

## Aqir
Gli aqir erano una razza insettoide creata dal Dio Antico C'Thun. In seguito alla partenza dei titani che l'avevano sconfitto, C'Thun vide dalla sua prigione nelle profondità della terra l'ascesa di una razza di insetti, i silitidi; volendo servirsi di loro per liberarsi dalla sua prigione e riprendere il dominio su Azeroth, C'Thun modificò alcuni silitidi creando gli aqir (i quali, a loro volta, battezzarono l'Antico Dio col nome di C'Thun).
Gli aqir, con i silitidi sotto il loro controllo, formarono l'impero di Azj'Aqir e cominciarono a diventare una potenza sull'antico continente di Kalimdor, e ben presto cominciarono le ostilità con l'altra razza che dominava gran parte del mondo, i troll. La guerra che ne seguì costò cara ad entrambe le fazioni: i troll si ritrovarono pesantemente indeboliti, mentre l'impero aqir venne frammentato, lasciando un vuoto di potere che sarebbe poi stato colmato dagli elfi della notte. Le popolazioni di aqir, divise le une dalle altre, si sono ulteriormente evolute in tre razze diverse: mantid, nerubiani e qiraji.

### Mantid
I mantid sono una razza insettoide molto intelligente evolutasi dagli aqir rimasti a Pandaria, di aspetto vagamente umanoide e con le fattezze di mantidi. Gli sciami di mantid attaccavano le popolazioni adiacenti ad intervalli regolari, motivo che spinse i mogu a far costruire la Muraglia Serpeggiante per fermarne l'avanzata.
Dopo l'arrivo dell'Alleanza e dell'Orda a Pandaria, l'imperatrice dei mantid, Shek'zeer, cadde sotto il controllo dello sha della paura; la fazione mantid dei Klaxxi, quindi, assoldò avventurieri delle due fazioni per risolvere il problema. In seguito, quando Garrosh Malogrido riattivò il cuore di Y'shaarj, i più potenti fra i Klaxxi si schierarono dalla sua parte, venendo quindi uccisi durante l'Assedio di Orgrimmar.

### Nerubiani
I nerubiani (nerubians) sono una delle razze evolutesi dagli aqir dopo la guerra contro i troll, quelli che si spinsero a nord e vennero così a trovarsi lontani dalla prigione di C'Thun. Questi aqir, chiamatisi nerubiani, furono quindi liberi dalla sua influenza e di conseguenza meno manipolabili. In quel territorio nel nord dell'antica Kalimdor che sarebbe poi divenuto Nordania, i nerubiani sottomisero dei tol'vir con cui entrarono in contatto, ed edificarono il loro regno di Azjol-Nerub sulle rovine delle loro città. L'aspetto dei nerubiani mutò col tempo da quello che erano gli aqir originali, e finirono con l'assomigliare fortemente a ragni e scarabei, con i soli membri della casta dei visir a recuperare una forma vagamente umanoide. Forse proprio per la liberazione dall'influsso di C'Thun, i nerubiani cominciarono inoltre ad evitare il quanto più possibile gli Dei Antichi e i loro servitori senzavolto, che si trovavano nella regione a causa della presenza di Yogg-Saron.
L'impero di Azjol-Nerub era molto potente, fino a che a Nordania non arrivò il Re dei Lich con il suo Flagello. Dal suo trono a Corona di Ghiaccio, egli cominciò ad estendere la sua influenza sul territorio, assoggettando le razze che colpiva e formando un potente esercito di non morti, ma scoprì che i nerubiani erano immuni sia alla piaga della non morte che ai suoi poteri mentali e che non potevano quindi essere sottomessi. Iniziò così la Guerra del Ragno, che andò avanti per una decina d'anni: nonostante i nerubiani, da morti, potessero essere resuscitati sotto il suo controllo essi, guidati da Anub'arak, riuscivano a tenere testa al Flagello. Nel tentativo di rintanarsi più a fondo dentro Azjol-Nerub per sfuggire ai non morti, tuttavia, i nerubiani aprirono la prigione di un Dimenticato e dei senzavolto, servi degli Dei Antichi, ritrovandosi così fra l'incudine e il martello. Con i non morti da una parte e i senzavolto dall'altra, i nerubiani vennero sterminati, e in seguito rianimati dalla morte al servizio del Flagello del Re dei Lich. I pochi nerubiani sopravvissuti hanno intrapreso una crociata contro i loro ex-fratelli (che considerano traditori) nel tentativo di riappropriarsi del loro regno, arrivando anche a chiedere l'aiuto delle razze dell'Orda e dell'Alleanza; inoltre, hanno creato un enorme deposito segreto delle loro stesse uova, così da poter ripopolare il loro regno una volta cessato il pericolo del Re dei Lich.

### Qiraji
I qiraji sono una razza insettoide di aspetto molto variabile evolutasi dagli aqir che, dopo la guerra contro i troll, finirono per trovarsi proprio nel territorio sovrastante la prigione del Dio Antico: C'Thun modificò ulteriormente questi aqir, che divennero i qiraji, e fece prendere loro il controllo del complesso titanico sotto cui era incatenato, nel sud di Silitus, che assunse da allora il nome di Ahn'Qiraj; i tol'vir e altri costrutti dei titani che si trovavano ad Ahn'Qiraj caddero sotto il controllo dei qiraji, che cominciarono a sperimentare su di loro. Da allora i qiraji si prepararono alla guerra, seguendo gli obiettivi di C'Thun: novemila anni dopo la Guerra degli Antichi, essi attaccarono con una forza ed una violenza straordinarie, in quella che divenne nota come "Guerra delle Sabbie Mutevoli". A contrastarli c'era solo l'impero degli elfi della notte che, dopo un'iniziale resistenza, cedette di fronte alla loro avanzata; per fermarli intervennero così i draghi, ribaltando le sorti della guerra. Grazie allo Scettro delle Sabbie Mutevoli, i silitidi, i qiraji e i loro comandanti furono rinchiusi all'interno di Ahn'Qiraj quasi ermeticamente. Dopo un migliaio di anni, i silitidi riuscirono ad evadere, riaprendo la strada ai qiraji, dando il via ad una seconda invasione che venne fermata dalle forze congiunte di Orda e Alleanza, guidate da Varok Faucisaure.

## Arakkoa
Gli arakkoa sono un'antica razza di uccelli umanoidi nativi di Draenor, molto intelligenti e assai portati per la magia arcana. Essi vennero creati dalla dea del sole Rukhmar, e la loro civiltà si sviluppò enormemente, dando origine all'impero di Apexis, che cadde tragicamente dopo secoli a causa di lotte intestine. I superstiti, denominatisi "alti arakkoa", ricostruirono una società cupa e superstiziosa, in cui i dissidenti erano gettati nella Conca di Sethekk, un luogo maledetto che li lasciava storpi e deformi: guidati da Terokk, questi esiliati riuscirono comunque a prosperare. Anni dopo, gli alti arakkoa divennero bersagli della campagna genocida dell'Orda: un distaccamento di orchi, guidato da Kargath Manotagliente e con l'aiuto degli esiliati, riuscì a neutralizzare le difese degli alti arakkoa, sterminandone la maggior parte e gettando gli altri nella Conca di Sethekk; non contenti, massacrarono anche gli esiliati, riducendo i numeri della razza ai minimi termini. Gli arakkoa originali erano alti, slanciati e aggraziati, in grado di volare, e nessuno di essi è rimasto dopo l'attacco dell'Orda; gli unici sopravvissuti sono quelli deformati dalle energie malvagie della Conca di Sethekk, che sono curvi, sgraziati e inabili al volo.

## Arpie
Le arpie (harpies) sono una razza di esseri femminili che sembrano un incrocio fra elfe della notte e uccelli predatori, dotate di lunghi artigli per piedi, larghe ali al posto delle braccia e coda piumata. Originarie delle Vette di Petrartiglio, si sono sparse rapidamente per tutta Kalimdor e sono presenti anche a Nordania; non sono perfettamente chiare le loro origini, ma si sa che discendono dalla semidea Aviana (nonostante alcune leggende le dicano elfe della notte maledette da Azshara). Sebbene utilizzino magia naturale, sono distruttive, danneggiando l'ambiente in cui si stabiliscono e uccidendo le altre creature lì presenti; inoltre sono una razza estremamente sporca, e i loro nidi sono decisamente puzzolenti.

## Centauri
I centauri (centaurs) sono creature di indole brutale e selvaggia, con la metà inferiore del corpo da cavallo e quella superiore umanoide. I centauri sono il prodotto dell'unione aberrante di Zaetar, figlio di Cenarius, con la principessa elementale della terra Theradras, e sono quindi imparentati con i custodi della selva e con le driadi. Nati a Maraudon, nella Desolanda, i centauri si espansero brevemente in tutta Kalimdor centrale, entrando ben presto in conflitto con i tauren, di cui divennero la nemesi. La loro avanzata venne fermata solo dall'arrivo degli orchi, che si allearono con i tauren.
I centauri si riuniscono in tribù capeggiate da un khan, che sono spesso in guerra tra loro. I maschi sono perlopiù guerrieri, mentre le femmine si specializzano nell'uso di magie sciamaniche, che sono tuttavia basate sulla coercizione degli elementi anziché sulla collaborazione con loro. I membri di entrambi i sessi sono soliti dipingere la propria pelle con tatuaggi: le femmine inoltre indossano un velo simile ad un niqab che copre solo il capo ed il viso.

## Coboldi
I coboldi (kobolds) sono dei piccoli umanoidi dalle fattezze di roditore che abitano sotto terra, apparentemente evolutisi dai trogg. Sebbene vivano in caverne e altri luoghi bui, non sono dotati di visione notturna quindi fanno uso di candele per vederci. Sono creature fifone e servili, e tendono ad evitare tutte le altre razze, anche se sono stati in grado di stringere alleanza con le arpie e i magnatauri, due tra le razze più ostili e feroci di Azeroth; se possono, si appropriano di miniere e caverne abbandonate o disabitate, raccogliendo tutto ciò che trovano.

## Demoni
Con il termine "demoni" (dalla lingua orchesca dae'mon, "anime corrotte") si indica una serie di razze e creature il cui spirito è legato alla Distorsione Fatua e alla vilmagia: se un demone viene ucciso al di fuori della Distorsione Fatua, tornerà a manifestarsi in forma corporea al suo interno, e l'unico modo per distruggerlo definitivamente è farlo proprio all'interno della Distorsione Fatua. I demoni sono generalmente malvagi e crudeli, e la maggioranza di essi fa parte della Legione Infuocata (ma non mancano individui indipendenti o affiliati ad altre fazioni). Quasi tutte le specie di demoni sono nate come razze mortali, e sono state successivamente infuse di vilmagia.
Tra i tipi di demoni si possono ricordare:
- Annihilan, detti anche signori delle cripte (pit lords): monumentali demoni centauriformi animati da rabbia e sete di sangue; il loro sangue, se bevuto, trasmette le stesse emozioni[29][30]
- Eredar: antico popolo corrotto dalla Legione di cui un tempo facevano parte i draenei, sono detti anche man'ari ("essere innaturali") e sono abilissimi incantatori; delle loro file fanno parte anche le guardie dell'ira (wrathguards), che fungono da scorta per i capi della Legione[29][30]
- Ered'ruin: grandi demoni alati, un tempo i segugi dei titani, incaricati di vegliare sul corretto uso della magia, poi corrotti da Sargeras[31]
- Imp: piccoli demonietti malevoli e dispettosi, quasi innocui da soli ma pericolosi in gruppo[30]
- Infernali (infernals): specie di costrutti o golem pervasi da energia vile e con l'unico obiettivo di portare caos e distruzione; sono usati dalla Legione come armi d'assedio, e generalmente fanno il loro ingresso sul campo precipitando dal cielo come meteore[29][30]
- Mo'arg: includono le vilguardie (felguards), i "soldati semplici" della Legione[29][30]
- Nathrezim, detti anche signori delle tenebre o signori del terrore (dreadlords): grandi umanoidi con corna e ali da pipistrello; sono subdoli manipolatori e pianificatori, e molti hanno guidato le armate del Flagello durante la Terza Guerra[29][30]
- Satiri: elfi della notte corrotti dalla vilmagia, crudeli, astuti e manipolatori; il primo di essi fu Xavius[32]
- Sayaad, dette anche succubi: demoni femminili con le sembianze di belle donne, con corna, zampe caprine e ali da pipistrello; agili lottatrici ed abili nel controllare la mente dei nemici[29]
- Segugi infernali (felhounds o anche fel stalkers): creature quadrupedi e animalesche spesso organizzate in branchi; sono in grado di localizzare la magia arcana e, tramite due appendici che spuntano dalla schiena, di assorbirla[30]
- Shivarra o shivan: demoni femminili con tre paia di braccia, generalmente in servizio alla Legione come sacerdotesse[29]
- Vilorchi (fel orcs): orchi corrotti dal sangue di annihilan e divorati dalla rabbia e dalla sete di sangue[29]

## Draenei
I draenei sono un'antica razza nativa del pianeta di Argus. Circa 25.000 anni prima degli eventi di World of Warcraft, essi erano parte integrante della società degli eredar, il popolo di Argus che era guidato da i tre capi Kil'jaeden, Archimonde e Velen: la loro affinità con la magia attirò l'attenzione del Titano oscuro Sargeras, che riuscì a corrompere Kil'jaeden, Archimonde e gran parte degli eredar, trasformandoli in demoni e rendendoli parte della Legione Infuocata: Velen, con l'aiuto del naaru K'ure, raccolse quanti più eredar non corrotti possibile e riuscì a fuggire da Argus a bordo di una nave dimensionale. Da quel momento, i seguaci di Velen abbandonarono il nome "eredar" e presero a chiamarsi "draenei", che significa "esiliati".
Per migliaia di anni i draenei, accompagnati dai naaru, vissero in fuga da Kil'jaeden, che aveva giurato di distruggerli, stabilendosi su un pianeta dopo l'altro fino a che non venivano trovati dai demoni e nuovamente costretti a scappare; essi arrivarono infine su un pianeta che chiamarono Draenor. La nave dimensionale si schiantò a Nagrand durante l'atterraggio, trasformandosi in un enorme montagna di diamante e intrappolando al suo interno K'ure: la presenza del naaru attirò sul posto gli spiriti dei defunti di una popolazione nativa di Draenor, gli orchi, i quali cominciarono a considerare sacra la montagna e le diedero il nome di Oshu'gun; con gli orchi i draenei instaurarono relazioni pacifiche, anche se molto tenui. Dopo migliaia di anni, Kil'jaeden riuscì a scovare i draenei a Draenor, e riuscì a corrompere gli orchi, trasformandoli nell'Orda, un'armata sanguinaria sotto il controllo dei demoni: l'Orda attaccò i draenei, sterminandoli e distruggendo le loro città una dopo l'altra. Rimasta solo la capitale, Shattrath, per evitare il completo genocidio dei draenei Velen fu costretto a prendere una decisione terribile: lasciare a Shattrath tanta gente quanta ne bastava a mettere insieme una popolazione e una difesa credibili ma che non sarebbero bastate a salvare la città, e illudere gli orchi di aver completamente sterminato gli avversari. I draenei che restarono si offrirono volontari. I restanti, incluso Velen, riuscirono a sfuggire al genocidio e si nascosero nelle Paludi di Zangar; nel complesso, l'Orda sterminò circa l'80% di tutti i draenei.
Molti draenei superstiti vennero poi contaminati e deformati dalle energie demoniache utilizzate dagli stregoni orchi, che avevano impregnato la terra stessa; chiamati "Corrotti" e spesso respinti dai draenei sani, molti di questi si riunirono in tribù, come quella guidata da Akama. In alcuni Corrotti la mutazione non si fermò, trasformandoli in esseri degradati, primitivi e perlopiù impazziti detti "Perduti"; alcuni di questi attraversarono il Portale Oscuro, raggiungendo il mondo di Azeroth. Dopo che Draenor si trasformò nelle Terre Esterne vi giunsero altri naaru, grazie ai quali i draenei riuscirono a riconquistare Shattrath; dopo l'arrivo di Illidan Velen decise che era giunto il momento di lasciare Draenor una volta per tutte, e con un'altra nave dimensionale, la Exodar, lui e molti altri giunsero ad Azeroth; l'atterraggio fu di nuovo drammatico, e la nave si schiantò sull'isola di Brumazzurra; ben presto entrarono in contatto con gli elfi della notte, venendo quindi accolti nell'Alleanza e partecipando alle successive battaglie.
I draenei (nello specifico, i Perduti) sono stati introdotti in Warcraft III: The Frozen Throne e appaiono in misura molto ridotta in World of Warcraft; nella prima espansione del MMORPG, The Burning Crusade, la loro storia è stata completamente rivisitata e approfondita. I draenei hanno coda, zampe con zoccoli che ricordano quelle posteriori degli ungulati, protuberanze simili a piccoli tentacoli che pendono dal mento, e pelle di diverse tonalità di blu e di viola; nei maschi la fronte è composta da una placca ossea che sporge più in alto e da diverse protuberanze di varia forma, mentre le femmine hanno due estensioni simili a corna ai lati del cranio.

## Eterei
Gli eterei (ethereals) sono una razza originaria del pianeta di K'aresh. Ad un certo punto, K'aresh venne invaso dalle armate di Dimensius, il signore del vuoto, il quale aprì innumerevoli portali verso la Distorsione Fatua, irrorando il pianeta di energie arcane e oscure; grazie alla loro tecnologia molto avanzata, gli eterei riuscirono a schermare le loro città dall'energia oscura, ma non da quella arcana, che distrusse i loro corpi. Sempre grazie alla magia arcana, comunque, riuscirono a sopravvivere anche senza, in forma di solo spirito (da cui il nome "eterei"), prendendo l'abitudine di avvolgersi in bende magiche per meglio impedire al loro spirito di disperdersi.
Per un certo periodo, gli eterei riuscirono a resistere all'avanzata di Dimensius, tuttavia alla fine essi furono costretti ad abbandonare il pianeta, fuggendo nella Distorsione Fatua. Dopo ciò si stabilirono nelle Terre Esterne, dove svolgono perlopiù le attività di commercio e collezionismo di artefatti magici e sono suddivisi in diverse corporazioni, spesso in lotta fra di loro.

## Fuochi fatui
I fuochi fatui (wisps) sono gli spiriti degli elfi della notte defunti, che sono diventati tutt'uno con la foresta; hanno le sembianze di piccole sfere di luce luminose e fluttuanti, con all'interno vagamente riconoscibile un viso dai tratti elfici. Essi aiutano gli elfi della notte in vari modi: ad esempio, costruiscono e riparano i loro edifici e i loro macchinari, e sono in grado di raccogliere legname solo fluttuando attorno a un albero, senza abbatterlo o danneggiarlo. Avendo la capacità di comunicare col pensiero, i fuochi fatui possono anche fungere da messaggeri per gli elfi della notte, e sono in grado di chiudere i portali. Occasionalmente, i fuochi fatui aiutano anche nel combattimento: possiedono l'abilità di detonare che, sacrificando il fuoco fatuo, prosciuga il mana dei nemici circostanti; essi sono in grado di indebolire nemici molto potenti; possono altresì incanalare le proprie energie per far esplodere altri incantesimi con effetti devastanti, come avvenuto al termine della Terza Guerra, in cui fecero detonare la magia all'interno di Nordrassil, uccidendo Archimonde e innumerevoli demoni e non morti.

## Gnomi
Gli gnomi sono una razza di piccoli umanoidi, noti per la grande intelligenza e l'evoluta tecnologia. Essi discendono dai meccagnomi (mechagnomes), piccole creature meccaniche ad orologeria create dai custodi titanici: i meccagnomi che si trovavano a Uldaman nelle Maleterre furono colpiti, come molte altre creazioni titaniche, dalla Maledizione della Carne creata dagli Dei Antichi, che li portò a trasformarsi negli gnomi attuali. I meccagnomi erano programmati per progettare e costruire invenzioni che facessero funzionare meglio il mondo di Azeroth, il che spiega la propensione degli gnomi per l'invenzione. 
Lasciata Uldaman, i neonati gnomi andarono a stabilirsi a Dun Morogh, dove costruirono svariati insediamenti: qui vennero "scoperti", cinquecento anni dopo, dai nani, con i quali strinsero subito amicizia; grazie all'aiuto dei nani, gli gnomi edificarono la propria spettacolare capitale, Gnomeregan, nelle profondità della montagna.
Gli gnomi si unirono all'Alleanza alla vigilia della Seconda Guerra, contribuendo con macchinari tecnologici per competere con quelli ideati dai goblin per l'Orda. Allo scoppiare della Terza Guerra, però, essi si trovarono a fronteggiare i trogg che avevano invaso Gnomeregan: sapendo che i loro alleati avevano altre priorità, gli gnomi, guidati da Gelbin Meccatork, tennero segreta la situazione e inviarono all'Alleanza solo contributi simbolici. Mekkatork pensava che sarebbero riusciti a gestire l'invasione da soli, ma a causa del tradimento del suo consigliere, Sicco Termospin, le contromisure messe in campo si rivelarono fatali anche per gli gnomi; oltre l'80% della loro razza perì e la capitale andò persa, e i superstiti trovarono rifugio a Forgiardente, la capitale dei nani. Essi riuscirono a recuperare parte del loro territorio solo nel periodo successivo al Cataclisma.

## Goblin
I goblin sono piccoli umanoidi dalla pelle verde nativi dell'isola di Kezan, famosi per il loro attaccamento al denaro e le loro creazioni tecnologiche generalmente pericolose o esplosive. 
I primi goblin furono il risultato di un esperimento condotto dal custode titanico Mimiron, che espose delle creature primitive abitanti le foreste di Ulduar (nell'odierna Nordania) alla kaja'mite, un minerale con particolari proprietà, fra cui quella di aumentare l'intelligenza. Durante la Guerra degli Antichi, un nutrito gruppo di artificeri goblin era al servizio di Neltharion, ma a seguito della Separazione che spaccò l'antico continente di Kalimdor, i goblin si trovarono tagliati fuori dai depositi originali di kaja'mite e regredirono ad uno stato rudimentale, trovando infine rifugio sull'isola di Kezan. Qui vennero schiavizzati dai troll della giungla che, coincidentalmente, li costrinsero ad estrarre dalle miniere altra kaja'mite: di conseguenza, i goblin riacquistarono le loro capacità intellettive e si ribellarono ai troll, spodestandoli e ottenendo il controllo della kaja'mite e di tutta Kezan; nelle profondità della montagna costruirono la loro capitale di Cavafonda, e svilupparono una tecnologia avanzatissima, dominando il mercato.
Col tempo, tuttavia, la kaja'mite cominciò a scarseggiare e quella già estratta consumò le sue proprietà: senza di essa le capacità mentali dei goblin diminuirono nuovamente: essi non regredirono ai livelli iniziali, ma non furono più in grado di riprodurre e mantenere le invenzioni di alto livello di prima, e quelle nuove divennero instabili e inaffidabili. Adattandosi alla situazione, i goblin si buttarono sul commercio e le loro navi cominciarono a salpare in tutto il mondo conosciuto; diverse corporazioni, conosciute come "cartelli" e guidate da Principi del Commercio, lottarono fra loro per la supremazia economica. Uno di essi, il cartello Spargifumo, si alleò con l'Orda durante la Seconda Guerra, tornando neutrale alla fine del conflitto. In seguito al Cataclisma il monte Kajaro, il vulcano di Kezan, si risvegliò, e Jastor Gallywix, Principe del Commercio del Cartello Acqualorda, decise di approfittare della paura dei suoi "sudditi" per ingannarli e venderli come schiavi; a causa di una serie di vicissitudini, essi invece entrarono a far parte dell'Orda.

## Mezzorsi
I mezzorsi (furbolg) sono delle creature umanoidi con tratti da orso, diffuse nei continenti di Kalimdor e Nordania. La loro origine è molto antica, risalente a prima dell'arrivo dei titani su Azeroth; secondo alcune fonti, essi furono creati dal semidio Ursoc, che i mezzorsi venerano assieme al suo gemello Ursol, mentre secondo altri racconti essi discendono dagli jalgar, un'antica razza di creature feroci. I mezzorsi sono generalmente guerrieri e sciamani, ma tra di essi è relativamente diffuso anche il druidismo. Anche se culturalmente sono vicini agli elfi della notte, i mezzorsi hanno una buona opinione dei tauren e, in generale, non sono ostili all'Orda.
I mezzorsi parteciparono alla Guerra degli Antichi al fianco degli elfi della notte, dei tauren e dei terrigeni contro la Legione Infuocata. Con il ritorno della Legione nella Terza Guerra, molte tribù di mezzorsi di Kalimdor vennero corrotte, e i loro membri sono divenuti pazzi e violenti, e le tribù superstiti (come i Pinosaldo e i Mordilegno) sono diventate diffidenti ed isolazioniste. I mezzorsi di Nordania, che vivono nella città di Faucebigia, all'interno dell'Albero del Mondo caduto di Vordrassil, caddero sotto l'influenza del Dio Antico Yogg-Saron, impazzendo e cominciando a lottare tra di loro.

## Mogu
I mogu sono una stirpe di creature di aspetto molto imponente e dai tratti leonini, dotati di innati poteri magici, abitanti del continente di Pandaria; essi erano una delle creazioni dei titani, costruiti per difendere il mondo di Azeroth. Così come tutti gli altri costrutti titanici, anche i mogu furono colpiti dalla Maledizione della Carne che gli Dei Antichi avevano lanciato; inoltre Ra-Den la sentinella titanica che era incaricata di guidarli, smise di occuparsi di loro; le due cose, combinate, gettarono i mogu nel caos, ed essi cominciarono a lottare fra di loro per il potere, in quella che divenne nota come "Era dei Cento Re".
Essa terminò quando Lei Shen, detto "Re del Tuono", ottenne i poteri di Ra-Den e riunì i mogu sotto di sé formando un vasto impero e schiavizzando una dopo l'altra le altre razze di Pandaria. I mogu crearono anche alcune razze di creature perché li servissero, come i saurok e i grumyan. Dopo la morte di Lei Shen vari imperatori si susseguirono nel dominio dell'impero mogu: sotto il regno dell'imperatore Lao-Fe, 12.000 anni prima della Prima Guerra, i pandaren si misero alla testa di una ribellione delle razze schiavizzate, causando all'improvvisa caduta dell'impero. I mogu furono così costretti a ritirarsi nelle ombre fino al periodo seguente il Cataclisma: riuniti sotto la guida di Xin e supportati dai troll Zandalari, i mogu attaccarono Pandaria, con l'intento di riconquistarla, e anche Lei Shen venne riportato in vita grazie ad antiche magie troll. Lei Shen cadde però ben presto per mano di avventurieri inviati da Irathion, causando così nuovamente la dispersione dei mogu.

## Naaru
I naaru sono una razza di esseri senzienti costituiti da pura energia sacra vivente, nati agli albori dell'universo: essi sono una delle più pure manifestazioni della Luce in tutta la Grande Oscurità. Sono strenui avversari delle forze del Vuoto, nonché nemici giurati della Legione Infuocata, e dispongono di forme di magia e di tecnologia avanzatissime. In rari casi, i naaru possono passare ad uno "stato oscurato"; mentre sono così indeboliti, i questi "naaru oscuri" emettono energie del Vuoto e consumano le anime che si trovano nelle vicinanze.
I naaru salvarono i draenei dalle grinfie della Legione Infuocata sul pianeta Argus, arrivando in loro soccorso con la nave dimensionale Genedar, e furono anche responsabili dell'introduzione del culto della Luce Sacra tra gli umani, ai quali apparvero come visioni angeliche. Millenni dopo, i naaru risposero alle richieste d'aiuto di Khadgar e di Velen nella lotta contro la Legione nelle Terre Esterne, inviando A'dal, M'uru e O'ros con la nave dimensionale nota come "Forte Tempesta".

## Naga
I naga sono una razza di creature anfibie e serpentine che fanno parte delle forze degli Dei Antichi. In origine erano elfi della notte della casta degli Alti Nobili: assieme alla regina Azshara, essi si allearono con la Legione Infuocata durante la Guerra degli Antichi, al termine della quale il Pozzo dell'Eternità implose, causando un cataclisma che li fece sprofondare nel Grande Mare. Azshara strinse così un patto con il Dio Antico N'Zoth, accettando di servirlo in cambio della sopravvivenza: egli quindi li trasformò, dando loro la forma attuale. Nelle profondità del mare, i naga ricostruirono così la loro civiltà, con capitale Nazjatar, progettando la vendetta contro gli abitanti della superficie.
Diecimila anni dopo, su ordine degli Dei Antichi, un contingente di naga guidato da dama Vashj emerse dall'oceano per aiutare Illidan Grantempesta nella sua missione di distruggere il Re dei Lich; essi aiutarono Illidan a recuperare l'Occhio di Sargeras, reclutarono per lui Kael'thas Solealto e i suoi elfi del sangue e lo assistettero nel prendere il controllo delle Terre Esterne, combattendo poi contro il Flagello dei non morti a Corona di Ghiaccio. In quest'ultima battaglia vennerò però sconfitti, così Illidan e le sue forze si ritirarono nuovamente nelle Terre Esterne, dove i naga presero il controllo delle Paludi di Zangar; qui Vashj venne uccisa, e le sue forze sconfitte, anni dopo da alcuni avventurieri.
Da lì in poi, la presenza dei naga in superficie si fa più consistente; appaiono nella Tundra Boreale, con lo scopo di sciogliere i ghiacci della calotta polare (piano sventato dagli kvaldir) e, dopo il Cataclisma, attaccano gli insediamenti elfici di Rivafosca e Feralas. Occupano inoltre le rovine di Vashj'ir, usandole come base per attaccare il signore elementale dell'acqua Neptulon.
I naga sono creature anfibie dai tratti serpentini, con una lunga coda al posto delle gambe; molti di essi hanno inoltre subito ulteriori mutazioni a causa delle energie residue del Pozzo dell'Eternità (ad esempio, le streghe del mare hanno serpenti che crescono dal capo come capelli). Maschi e femmine sono caratterizzati da un forte dimorfismo sessuale: mentre i primi sono più forti e massicci e di aspetto più bestiale, le seconde sono più snelle, nonché più intelligenti e abili con la magia, e di conseguenza la società naga è matriarcale.

## Non morti
Con il termine "non morto" (o anche "non-morto", col trattino; in inglese undead) si indica qualunque creatura che, dopo il decesso, rimane intrappolata in uno stato tra la vita e la morte, solitamente tramite l'utilizzo di magia negromantica; in generale, i non morti sono animati da sentimenti di odio e vendetta e desiderano più di ogni altra cosa distruggere ciò che non possono più avere, ossia la vita.
Su Azeroth, i non morti sono apparsi diverse volte nel corso della storia; i primi di cui si abbia testimonianza vennero creati durante la Guerra degli Antichi dai nathrezim, e i necroliti dell'Orda rianimavano gli scheletri già dalla Prima Guerra. Durante la Seconda Guerra, Gul'dan creò i primi cavalieri della morte, impiantando gli spiriti degli stregoni morti del Concilio dell'Ombra nei corpi dei cavalieri caduti dell'Alleanza; il primo di essi fu Teron Malacarne. L'ingresso trionfale nella storia di Azeroth avvenne dopo la fine della Seconda Guerra, quando Kil'jaeden trasformò Ner'zhul nel Re dei Lich: questa nuova entità assoggettò gli abitanti dei territori attorno a Corona di Ghiaccio e li mutò in non morti tramite una piaga creata appositamente, formando pian piano una grande armata di non morti chiamata Flagello; questo esercito, guidato da Arthas Menethil, invase Lordaeron durante la Terza Guerra, ingrossando le proprie file con ogni sua vittima. In seguito un altro gruppo di non morti, guidato da Sylvanas Ventolesto e noto come "i Reietti", si staccò dal Flagello e gli sottrasse progressivamente gran parte del territorio di Lordaeron, entrando anche a far parte dell'Orda. La maggioranza dei non morti fa ora parte dei ranghi di questi due gruppi, ma ne esistono anche diversi altri, oltre a individui indipendenti. 
Le tipologie di non morti sono numerosissime; tra queste si possono citare:
- Abomini (abominations): enormi creature senza cervello, create unendo pezzi di più cadaveri[88][89]
- Banshee: spiriti di donne elfiche morte tragicamente, che emettono grida terribili[88]
- Fantasmi (ghosts) e ombre (shades): anime di persone defunte incapaci di trovare la pace
- Ghoul: i "soldati semplici" del Flagello, resistenti e in grado di rigenerarsi divorando altri cadaveri[88]
- Lich: incantatori scheletrici dai grandi poteri magici, maestri della magia del freddo[88]
- Ragni della cripta (crypt fiends): versioni non morte dei nerubiani[88]
- Scheletri (skeletons): scheletri rianimati, molto forti e resistenti nonostante le apparenze[90]
- Val'kyr: spiriti di donne vrykul in grado di entrare e uscire a piacimento dalle Terretetre e di resuscitare i morti
- Zombie: semplici cadaveri rianimati, generalmente privi di intelletto

## Ogre
Gli ogre sono una razza di grandi creature dall'indole bruta native di Draenor. Il loro progenitore più antico è Grond, un enorme gigante di pietra che venne creato dal titano Aggramar per combattere le creature vegetali della Crescita Eterna: i frammenti persi da Grond nelle battaglie divennero creature note come "colossali", e i frammenti persi dai colossali diedero origine ai "magnaron"; questi ultimi, colpiti dalle spore delle creature vegetali, si trasformarono prima in gronn, poi in ogron, e quindi in ogre; lo stesso processo continuò per alcuni ogre, trasformandoli in orchi. 
I primi ogre vivevano schiavizzati dagli ogron (a loro volta servitori dei gronn) fino a che, tempo dopo la caduta dell'impero di Apexis, un arakkoa non insegnò ad alcuni di loro ad utilizzare la magia arcana; dopo che un ogre di nome Gog riuscì ad uccidere non un ogron, ma bensì addirittura diversi gronn, nel giro di breve tempo tutti gli ogre si liberarono dai loro carceriere e si riunirono nell'impero di Goria, con Gog come primo imperatore: l'impero di Goria crebbe generazione dopo generazione, espandendosi su tutta Draenor mentre i gronn e gli ogron venivano cacciati e uccisi. La sua fine giunse quando l'imperatore Molok tentò di sottomettere i poteri degli elementi naturali, causando una serie di disastri climatici: gli orchi, che praticavano lo sciamanesimo e che venivano pesantemente colpiti da questi eventi, quindi cominciarono ad attaccarli in bande, smantellando pian piano le loro infrastrutture e attaccando frontalmente solo alla fine, colpendo la capitale di Goria con il potere degli elementi; la furia della magia fu tale che, dopo la battaglia, della città non rimase più nulla e, privato del suo cuore, l'impero degli ogre andò a disgregarsi e a cedere terreno di fronte agli orchi, con l'eccezione di alcune fortezze come Altomaglio e Lamacurva.
Molti anni dopo, nonostante l'inimicizia tra le due razze, molti clan di ogre entrarono a far parte della neonata Orda degli orchi; quelli che non lo fecero vennero distrutti. Seguendo l'Orda, gli ogre giunsero ad Azeroth e parteciparono alla Prima e alla Seconda Guerra. Dopo la sconfitta dell'Orda nel secondo conflitto, gli ogre rimasti ad Azeroth si sparpagliarono lungo tutti i Regni Orientali e alcuni raggiunsero anche in qualche modo il continente di Kalimdor; alcuni clan sono successivamente tornati a far parte dell'Orda o dell'Orda Oscura, ma la maggior parte sono indipendenti e generalmente ostili.
Altri ogre sono rimasti a Draenor, sopravvivendo al cataclisma che ha trasformato il pianeta nelle Terre Esterne; tra questi, caso particolare sono quelli abitanti le Montagne Spinaguzza, che divenuti più intelligenti grazie ai cristalli dell'impero Apexis e si sono uniti della fazione di Ogri'la, compattandosi contro il gronn Gruul e i suoi servi.
Quella degli ogre è una specie molto variegata. Generalmente sono alti non meno di quattro metri, hanno un aspetto pigro e grasso, che cela però una forza incredibile; la loro pelle può avere varie tonalità fra cui pesca, rosso, blu e fegato. Hanno di frequente un piccolo corno in testa, e certi individui sono ciclopici. Alcuni ogre hanno due teste invece di una: questa mutazione genetica cominciò a manifestarsi quando gli ogre cominciarono ad usare la magia e, poiché gli ogre bicefali erano visti come un buon segno ed erano eccezionali incantatori, gli arcanisti dell'impero di Goria riuscirono a replicare il fenomeno anche su ogre già nati, facendo crescere loro una seconda testa.

## Saurok
I saurok sono creature umanoidi lucertoloidi native di Pandaria. La loro razza fu creata dai mogu, modificando magicamente alcune specie di rettili della Vallata dell'Eterna Primavera, con lo scopo di ottenere un esercito di feroci guerrieri sotto il loro controllo. Essi vennero incaricati di pattugliare i confini dell'impero e tenere sotto controllo gli schiavi; col tempo svilupparono una cultura incentrata sulla violenza, la propria superiorità e il disprezzo verso le razze più deboli.
Durante il regno dell'imperatore Dojan, i saurok si ribellarono, e i mogu tentarono di distruggerli completamente: ritiratisi nella Giungla di Krasarang, che conoscevano bene, e conoscendo anche le tattiche di guerra dei mogu, i saurok riuscirono a danneggiarli notevolmente, uccidendo anche l'imperatore Dojan II, figlio del precedente. L'impero mogu fu gettato nel caos per un paio d'anni e lasciato fortemente indebolito, cosa che avrebbe permesso poi anche ai pandaren di liberarsi dal loro giogo.
Col tempo i saurok si sono divisi in svariate tribù, prendendo dimora nelle parti più selvagge di Pandaria e divenendo una piaga per gli altri suoi abitanti.

## Senzavolto
I senzavolto (faceless ones), detti nella loro lingua n'raqi, sono un'antica razza di creature nata agli albori di Azeroth dalla materia organica corrotta prodotta dagli Dei Antichi, a cui sono fanaticamente leali. Si tratta di creature umanoidi con tentacoli al posto della bocca, e con braccia partimenti simili a tentacoli. Essi erano i supervisori delle armate degli Dei Antichi (formate da aqir), e molti di essi vennero imprigionati dai titani insieme con gli Dei Antichi.
I primi senzavolto a ricomparire in superficie di cui si abbia notizia furono quelli imprigionati sotto Azjol-Nerub, a Nordania, liberati per errore dai nerubiani durante la Guerra del Ragno; molti altri riapparvero successivamente, mano a mano che le attività degli Dei Antichi si fecero più forti.

## Terrigeni
I terrigeni (earthen) sono una delle razze create dai custodi titanici, con lo scopo di plasmare le montagne e scavare nelle profondità della terra (per la precisione, i terrigeni furono il secondo tentativo; dal primo, malriuscito, nacquero i trogg). Si tratta di umanoidi di bassa statura composti di pietra; pur non potendo sanguinare, possono comunque morire.
Creature dal carattere spigoloso ma di buon cuore, i terrigeni si tenevano perlopiù in disparte dalle faccende delle razze di superficie, preferendo occuparsi del compito loro assegnato.
Quando il custode titanico Loken venne portato alla pazzia dagli Dei Antichi, i suoi servitori aizzarono i vrykul del clan Geloskorn ad attaccare le altre razze, e i terrigeni furono i primi bersagli; in loro soccorso giunsero i custodi Tyr, Archaedas e Ferraya, e poi anche gli Aspetti Draconici, che sconfissero i Geloskorn. La quasi totalità dei terrigeni sopravvissuti al conflitto migrò a sud insieme ai tre custodi e ad altre razze, andando infine a stabilirsi a Uldaman (nelle odierne Maleterre) insieme ad alcuni meccagnomi e ai custodi Archaedas e Ferraya, dove rimasero a sorvegliare i dischi di Norgannon. Qui, gran parte dei terrigeni cominciò a manifestare i sintomi della Maledizione della Carne, una degenerazione creata dagli Dei Antichi che trasformava i soggetti colpiti in creature di carne e sangue: la maggioranza di essi chiese quindi di essere messa in stasi fino a che non si fosse trovata una cura, e Archaedas acconsentì.
Convinti da Krasus, alcuni terrigeni parteciparono alla Guerra degli Antichi a fianco della resistenza degli elfi della notte; non è chiaroda qualche parte del mondo arrivassero. Oltre ad Uldaman, alcuni terrigeni erano sicuramente presenti anche a Ulduar (a Nordania) e Uldum. Quando la Separazione colpì Azeroth alla fine della guerra, i terrigeni che erano ancora svegli all'interno di questi complessi ne furono molto colpiti, empatizzando con il dolore provato dal pianeta, e si ritirarono nelle profondità della terra, ibernandosi a loro volta.
2.500 anni prima della Prima Guerra, l'ultima meccagnoma rimasta ad Uldaman liberò dalla stasi i terrigeni che si trovavano lì; essi, completamente mutati dalla Maledizione della Carne, si era trasformati in nani.

## Tol'vir
I tol'vir sono una delle razze create dai titani per sorvegliare il mondo di Azeroth dopo la loro partenza; sono simili a centauri, ma con fattezze feline, e alcuni sono anche dotati di un paio d'ali.
I tol'vir che abitavano ad Azjol-Nerub (a Nordania) vennero schiavizzati dai nerubiani, che li usarono contro il Flagello durante la Guerra del Ragno, e caddero successivamente sotto il controllo del Re dei Lich, divenendo noti come "distruttori d'ossidiana"; anche i tol'vir di Ahn'Qiraj vennero sottomessi, in questo caso dai qiraji. 
Gli ultimi tol'vir liberi risiedono a Uldum, nel sud di Kalimdor: essi furono però colpiti dalla Maledizione della Carne degli Dei Antichi che, oltre a trasformare la loro pietra in carne, pare aver avuto anche l'effetto di privarli delle ali. In seguito al Cataclisma, alcune tribù di tol'vir si allearono con gli Dei Antichi per riavere la loro forma originaria, mentre altre (le tribù di Orsis e Ramkahen) rifiutarono. La tribù di Orsis venne distrutta mentre i Ramkahen, con l'aiuto dell'Orda e dell'Alleanza, riuscirono a respingere e sconfiggere le forze nemiche capitanate dal signore dell'aria Al'Akir.

## Trogg
I trogg sono piccoli umanoidi alti poco più di uno gnomo, rozzi, primitivi e violenti, generalmente privi dell'intelligenza necessaria per apprendere la magia arcana ma astuti in battaglia. Essi furono il primo tentativo dei custodi titanici, andato storto, di creare i terrigeni: pur considerando i trogg problematici, i custodi decisero di non distruggerli e di sigillarli a Uldaman, nelle Maleterre. Esattamente come i terrigeni, anche i trogg originali erano fatti di pietra, e alla stessa maniera vennero influenzati dalla Maledizione della Carne, che li trasformò nelle creature attuali. Risvegliati millenni dopo dagli scavi troppo in profondità dei nani, i trogg si sono rapidamente sparsi per tutta Khaz Modan, diventando un notevole problema per i suoi abitanti. Data la loro natura, i trogg non hanno mai elaborato piani grandiosi per danneggiare i nani e i loro alleati; tuttavia, durante la Terza Guerra, i trogg riuscirono ad invadere la città di Gnomeregan, costringendo re Gelbin Meccatork e tutta la popolazione gnomica sopravvissuta ad evacuare.

## Tuskarr
I tuskarr sono una razza di trichechi umanoidi nativi del continente di Nordania; i maschi appaiono generalmente piuttosto tozzi e robusti, con folti baffi e due lunghe zanne rivolte verso il basso (l'aspetto delle femmine è ignoto, dato che non sono mai state raffigurate). I tuskarr sembrano essere legati al clima rigido di Nordania, e se lo lasciano muoiono dopo pochi giorni.
I tuskarr vivono in vari villaggi lungo le coste di Nordania; l'insediamento più grande è Kaskala, nella Tundra Boreale. L'aspetto centrale della società tuskarr è la pesca e, in particolare, la caccia alla balena: l'abilità di un tuskarr nella pesca è importantissima, e ne determina anche la posizione sociale. Si sa poco sulla religione dei tuskarr, oltre al fatto che venerano alcuni spiriti non meglio identificati, come ad esempio Issliruk, Tayutka, Karkut e Oacha'noa.
Durante gli eventi di Wrath of the Lich King, molti villaggi di tuskarr sono stati attaccati dagli kvaldir, inclusa Kaskala; alcuni insediamenti sono stati completamente sterminati, come Tualiq all'Approdo di Hrothgar e Pal'ea nella Tundra Boreale.

## Verrospini
I verrospini (quilboar o quillboar, dalle parole inglesi quill, "spina", e boar, "cinghiale") sono degli umanoidi con fattezze da cinghiale nativi di Kalimdor, in particolar modo diffusi a Durotar, Mulgore, nelle Savane e nei Millepicchi. I verrospini venerano un dio-cinghiale, Agamaggan, di cui sono i discendenti, che perì durante la Guerra degli Antichi: il suo corpo cadde nel luogo dove si trova ora la capitale dei verrospini, Lamaspina. I verrospini prendono dimora in zone infestate da enormi piante simili a rovi che sono nate, secondo la leggenda, dal sangue di Agamaggan.
Hanno sempre combattuto con i tauren e i centauri per il cibo e il territorio e, dall'arrivo degli orchi a Kalimdor, i verrospini sono divenuti alcuni fra i loro peggiori nemici. Sono assai feroci, e ogni verrospino è estremamente leale alla sua tribù.

## Vrykul
I vrykul sono i discendenti dei vrykul di ferro, una delle razze create dai custodi titanici, che avevano il compito di sorvegliare le loro altre creazioni, stazionati in quella che sarebbe poi divenuta Nordania. Dopo la scomparsa dei custodi, i vrykul di ferro si divisero in vari clan e ben presto vennero colpiti dalla Maledizione della Carne creata dagli Dei Antichi, cominciando a trasformarsi in creature di carne e sangue. Il più bellicoso dei clan vrykul, il clan Geloskorn, istigato e supportato da Ignis e Vulkhan, due malvagi costrutti creati dal custode Loken, si lanciò in una guerra di conquista, attaccando i vicini terrigeni; in soccorso di costoro giunsero dapprima i custodi Tyr, Archaedas e Ferraya, e poi anche gli Aspetti Draconici, che sconfissero i Geloskorn e li misero a dormire un letargo magico eterno. Questi tre custodi portarono poi con sé verso sud alcuni vrykul, i quali si stabilirono nelle Radure di Tirisfal.
Uno dei clan rimasti a Nordania, lo Scorticadraghi, venne colpito più duramente degli altri dalla Maledizione della Carne, e le donne cominciarono a partorire bambini "piccoli e deformi" e il loro re, Ymiron, ordinò che fossero tutti uccisi; alcuni genitori, rifiutandosi di compiere un simile gesto, li allevarono di nascosto e poi li portarono dai vrykul delle Radure di Tirisfal: questi bambini si sarebbero col tempo evoluti negli umani. 
Quando, millenni dopo, il Re dei Lich giunse a Corona di Ghiaccio, scoprì i Geloskorn addormentati e decise di approfittarne: i suoi servitori li uccisero nel sonno così da poterli rianimare come non morti, inglobandoli nelle file del neonato Flagello.
Gli spiriti dei vrykul che muoiono valorosamente in battaglia vengono portati dalle val'kyr nelle Sale del Valore, al cospetto del custode titanico Odyn, andando a formare l'esercito dei valarjar; tuttavia, le val'kyr fedeli a Helya e gli kvaldir sottraggono alcune di queste anime a Odyn portandole a Helheim, dove vengono trasformate a loro volta in kvaldir. 

### Kvaldir
Gli kvaldir sono gli spiriti di vrykul morti che sono stati mutati dalle energie oscure di Helheim, il reame di Helya e delle sue val'kyr; maledetti e animati unicamente da cattiveria, gli kvaldir sono divenuti tutt'uno con la nebbia marina e la marea, e sono spinti a razziare le coste di Azeroth per l'eternità. Essi attaccano senza distinzione qualunque razza con cui entrino in contatto, come ad esempio tuskarr e naga; dopo il Cataclisma, gli kvaldir presero il controllo della città sommersa di Vashj'ir, prima di essere respinti dai naga e dai loro alleati senzavolto.
Quando muoiono, la magia che tiene assieme il loro corpo deflagra, lasciando dietro di sé solo sabbia, alghe e ciò che l'individuo portava con sé.

### Val'kyr
Le val'kyr sono gli spiriti tormentati di donne vrykul, che sono in grado di entrare e uscire liberamente dalle Terretetre; la prima di esse, Helya, era una custode titanica che venne trasformata in val'kyr contro la sua volontà dal custode Odyn, e da lui costretta ad impartire lo stesso fato ad altre "prescelte". Helya riuscì a liberarsi dal controllo di Odyn grazie al custode Loken e creò per sé stessa e per le altre val'kyr un nuovo reame chiamato Helheim, legato alle nebbie e agli oceani di Azeroth.
Molti anni dopo, il Re dei Lich scoprì dell'esistenza delle val'kyr dai vrykul che aveva inglobato nel Flagello; dopo numerosi tentativi, riuscì a sua volta a creare delle val'kyr, aumentando incredibilmente la propria capacità di controllare la magia negromantica. Dopo che Bolvar Domadraghi sostituì Arthas nel ruolo di Re dei Lich, queste val'kyr si liberarono dal suo controllo legandosi invece a Sylvanas Ventolesto: questo permise alla regina banshee di rimpolpare le file dei Reietti.

## Worgen
Con il termine "worgen" si indicano quegli individui, principalmente umani ed elfi della notte, colpiti da una maledizione che ne causa la trasformazione in lupi antropomorfi (analoghi ai lupi mannari). I primi worgen nacquero in seguito alla Guerra degli Antichi, quando il druidismo si diffuse fra gli elfi della notte: all'epoca nacquero diversi "tipi" di druido e i membri di una di queste scuole druidiche, detti "druidi del branco", seguaci del dio-lupo Goldrinn, erano in grado di trasformarsi in lupi: la trasformazione, però, portava druidi del branco a comportamenti selvaggi a cui era difficile resistere, e quindi l'arcidruido Malfurion Grantempesta proibì loro di continuare a praticarla. Essi continuarono a trasformarsi in segreto e, sotto la guida di Ralaar Zannalunga, cercarono di usare un artefatto chiamato "Falce di Elune" per controllare la trasformazione; l'effetto fu però l'opposto di quello sperato, ed essi vennero trasformati in bestiali umanoidi dalle fattezze di lupo, gli "worgen" incapaci di distinguere amici e nemici. Gli altri elfi della notte feriti dagli worgen contraevano la maledizione, trasformandosi in worgen a loro volta così Malfurion li rinchiuse tutti nel Sogno di Smeraldo.
Gli worgen rimasero nel Sogno per moltissimi anni fino a che, durante la Terza Guerra il Flagello dei non morti invase Lordaeron; esortato da Genn Mantogrigio, re di Gilneas, il mago Arugal evocò gli worgen per combattere le orde non morte; così com'era avvenuto millenni prima, anche in questo caso gli worgen attaccarono tutti senza distinzione, e finorono per trasmettere la loro maledizione agli abitanti di Gilneas, incluso lo stesso Mantogrigio. Impazzito per i sensi di colpa, Arugal adottò gli worgen come suoi figli e si ritirò nel Forte di Zannascura, nella Selva Pinargento. Circa nello stesso periodo in cui Arugal evocava gli worgen a Lordaeron, la sentinella elfa della notte utilizzò la Falce di Elune per evocare gli worgen a Valtetra, perché l'aiutassero a liberarla dai demoni. Rendendosi conto di star perdendo il controllo su di loro, e avendo sentito parlare di Arugal, Velinde decise di andare a parlare con lui e salpò per i Regni Orientali; approdata a Baia del Bottino, nel Capo di Rovotorto, Velinde risalì verso nord, ma a Boscovespro venne intercettata e uccisa da uno worgen, e la falce rimase sepolta in una vecchia miniera; qui venne rinvenuta da umano di nome Jitters, e una volta dissotterrata riprese ad evocare gli worgen che infestarono la regione.
Nel frattempo, gli abitanti di Gilneas tentavano disperatamente di arginare gli worgen, le cui aggressioni erano organizzate da un culto guidato da Ralaar Fangfire, che voleva riottenere la Falce di Elune (che era giunta nel frattempo sino a Gilneas). A questo si aggiunsero i Reietti che, in nome dell'Orda, cominciarono ad invadere il regno. In soccorso del regno giunsero i druidi degli elfi della notte, che insegnarono agli worgen gilneani un modo permanente per controllare la propria trasformazione, ed entrarono a far parte dell'Alleanza.
La maledizione degli worgen viene solitamente trasmessa tramite il morso, ma può anche essere lanciata come un incantesimo. Le persone colpite dalla maledizione degli worgen acquisiscono, come effetto collaterale, una profonda resistenza alla necromanzia, e sono molto più difficile da rianimare come non morti.

## Altre razze e creature
- Alberi arcani (Ancients): possenti e saggi alberi antropomorfi, custodi del sapere e da sempre alleati degli elfi della notte[141].
- Custodi della selva (o "del bosco", o "del boschetto", keepers of the grove): discendenti del semidio Cenarius, a cui assomigliano anche fisicamente: il torso è quello di un elfo della notte maschio, coronato da una criniera di foglie al posto dei capelli e da un palco di corna da cervo; il braccio destro è contorto e nodoso come la radice di un albero, mentre la parte inferiore del corpo è cerviforme[63][142].
- Draghi fatati (faerie dragons) o draghi immaginari (blink dragons): piccole creature fatate immuni alla magia, che ne controllano l'uso all'interno del Sogno di Smeraldo[143]. Hanno l'aspetto di lucertole con ali da farfalla e, nonostante il nome, non sono veri draghi[143].
- Driadi (dryads): creature della foresta, discendenti di Cenarius[63] o di altri custodi della selva[144]. La struttura del corpo è quella di un centauro, con la parte superiore che ricorda un'elfa della notte, e la parte inferiore simile ad un cerbiatto[63]. Sono creature gentili e pacifiche, ma in grado di combattere accanitamente se costrette; sono inoltre immuni alla magia[145]. Le driadi si sono ulteriormente evolute in ninfe, che si possono trovare sul Monte Hyjal e a Nordania.
- Giganti di pietra (stone giants) o giganti della montagna (mountain giants): grandi giganti fatti di pietra creati dai custodi titanici, con lo scopo di plasmare la terra e proteggere l'ambiente naturale[103][143]; hanno combattuto al fianco degli elfi della notte contro la Legione durante la Terza Guerra[146].
- Giganti del mare (sea giants): enormi umanoidi con la pelle a squame e gli arti palmati, creati dai custodi titanici per dragare i fondali marini[103][147].
- Gnoll: razza di umanoidi con tratti da cane o da iena, ritrovabili in tutta Azeroth; sono poco intelligenti, ma sono avversari formidabili in lotta e tengono in gran conto la forza, e le loro tribù sono frequentemente in preda a lotte intestine[148]. In alcuni casi vengono impiegati come mercenari, ma devono essere tenuti sotto costante supervisione[148]. Sono ispirati agli gnoll di Dungeons & Dragons.
- Grell: sono specie di folletti, simili per aspetto agli imp (ma senza corna), tuttavia non sono demoni[149]. Sono piuttosto vivaci e tendenzialmente ostili; è possibile che i grell siano stati creati da Aessina, ma quando le venne domandato, la semidea rispose solo "forse"[22].
- Grifoni (gryphons): grandi creature alate estremamente intelligenti, con la parte posteriore del corpo da leone e quella anteriore da aquila reale; originari delle Entroterre, i grifoni si allearono con i nani del clan Granmartello fin dal loro primo incontro, e sono divenuti il simbolo stesso del clan[150]; essi sono le cavalcature volanti più diffuse fra i nani e gli umani dell'Alleanza.
- Grumyan (grummle): umanoidi di bassa statura nativi di Pandaria; essi vennero creati dai mogu, modificando dei trogg con le acque magiche della Vallata dell'Eterna Primavera. Hanno un eccellente olfatto e senso dell'orientamento (non dimenticano mai un sentiero), sono in grado di caricare pesi elevatissimi e sono molto scaltri, il che li rende ottimi mercanti e guide di montagna[151].
- Hozen: esseri umanoidi con fattezze scimmiesche, nativi di Pandaria. Sono creature semplici, dominate dalle proprie passioni e abili nella caccia e nella pesca, e vivono in piccole tribù[21]. Hanno un ciclo vitale relativamente breve in confronto ad altre razze: gli "anziani" delle loro comunità hanno in genere quindici o sedici anni, e gli individui raramente superano i vent'anni di vita[21][152]. Sono nemici giurati dei jinyu, con cui c'è inimicizia da tempo immemore.
- Ippogrifi (hippogryphs): grandi bestie con zampe posteriori e corna da cervo e testa, zampe anteriori e ali di corvo. Sono diffusi a Kalimdor (in particolare a Feralas e nelle regioni boscose settentrionali) e, in piccola parte, nel Fiordo Echeggiante. Si tratta di creature senzienti e intelligenti[153], ma diffidenti[154]. Secondo alcune storie, vennero creati da Cenarius come dono per gli elfi della notte[154], di cui sono alleati da lungo tempo[155] e per i quali fungono soprattutto da cavalcature volanti, sia per il trasporto comune giornaliero che in tempo di guerra.
- Jinyu: umanoidi anfibi con fattezze da pesce, evolutisi dai murloc esposti alle magiche acque della Vallata dell'Eterna Primavera, a Pandaria[21], grazie alle quali hanno acquisito grande saggezza e intelligenza. La società dei jinyu è divisa in rigide caste, i cui membri sono selezionati da giovani; alcuni jinyu, riuniti nella casta degli Oratori dell'Acqua, sono in grado vedere visioni nell'acqua[21]. Anticamente, i jinyu riuscirono a creare un impero a Pandaria, che però venne sottomesso dai mogu[156]. Oltre all'ostilità verso i mogu, i jinyu sono in guerra da secoli anche con gli hozen, e il conflitto ha molto ridotto i loro numeri[21].
- Magnatauri (magnataurs): enormi creature che ricordano dei centauri, ma con i tratti animali del corpo presi in prestito dal mammut anziché dal cavallo[23]; possono avere pelo chiaro, color neve, o anche marrone, e dalla bocca spuntano due zanne estremamente lunghe[23]. Sono molto longevi[23] e le loro origini precise sono sconosciute, anche se sono in qualche modo correlati a Cenarius[22]. Non vanno d'accordo con le altre razze e, mancando di pazienza, non hanno mai avuto una società[23]; inoltre sono di indole violenta, e traggono piacere dalla distruzione, diventando spesso una piaga per le altre razze con cui vengono in contatto[157].
- Makrura (in inglese anche lobstrok[16]): razza di creature simili ad astici. Sono acquatici, ma come i murloc (con cui condividono il linguaggio, il nerglish) sono in grado di sopravvivere sulla terraferma per un po' di tempo[16]. Vivono in colonie sparse sulle coste e sui fondali dei mari di Azeroth[16]. Creature simili ai makrura, chiamate "palugoidi" (bogstrok), sono presenti nelle Paludi di Zangar, tuttavia le due razze non sono correlate fra loro[16].
- Sha: spiriti malevoli che incarnano le emozioni negative, nativi di Pandaria; essi sono nati dall'essenza dell'Antico Dio Y'Shaarj che, dopo la sua morte, ha impregnato la terra[158].
- Silvagufi (wildkin), detti anche lunagufi (moonkin), gufoidi (owlkin), bestiagufi (owlbeasts) o orsogufi (owlbears): bestie enormi, ma di indole pacifica e riflessiva, le cui fattezze ricordano in parte quelle di un gufo e in parte quelle di un orso, oltre ad avere un paio di corna da cervo[63]; la loro origine è incerta, e secondo gli elfi della notte furono creati dalla dea Elune[63]. Sono alleati degli elfi della notte sin dalla Guerra degli Antichi, e covano un profondo odio verso la Legione Infuocata e il Flagello[63].
- Sporiani (sporeling o sporelok): piccoli umanoidi nativi delle Paludi di Zangar, nelle Terre Esterne; il loro villaggio più grande è Sporeggar, e utilizzano dei funghi particolari come valuta corrente[159]. Gli sporiani sembrano in essere in qualche modo legati ai funghi, e i loro piccoli crescono all'interno di sacchi spore[160]. Sono una specie timida e debole, spesso cacciata dalle bestie più grandi delle Paludi, rispetto a cui sono svantaggiati a causa delle ridotte dimensioni[161][160]. Oltre ai loro nemici naturali, molti sporiani sono stati sterminati dai naga giunti al servizio di dama Vashj[162].
- Taunka: specie di bisonti umanoidi nativa di Nordania, evolutasi dagli yaungol e quindi "cugina" dei tauren. Sono più combattivi dei tauren, e la loro magia sciamanica cerca di dominare gli elementi anziché di collaborare con essi[163]. Hanno poi giurato fedeltà all'Orda quando questa è arrivata a Nordania per lottare contro il Re dei Lich[163].
- Volvar (wolvar): umanoidi di bassa statura, con i tratti da ghiottone[63], nativi di Nordania. Sono creature primitive, diffidenti della magia arcana e generalmente ostili, anche se in alcuni casi una tribù può intrattenere relazioni diplomatiche con degli esterni[63].
- Yaungol: umanoidi con fattezze da yak da cui discendono i tauren e i taunka. Nell'antica Kalimdor essi vivevano in comunione con il semidio Cenarius, ma lasciarono le loro terre spostandosi a sud per non condividere i terreni di caccia con i troll, finendo però schiavizzati dai mogu[164]. Essi tornarono liberi quando la rivolta guidata dai pandaren fece cadere l'impero mogu, ma a quel punto del loro passato con Cenarius erano rimaste solo vecchie leggende[164]. Alcune tribù di yaungol tornarono a spingersi a nord, dando origine ai tauren e ai taunka; i restanti rimasero dov'erano, nella terra che sarebbe poi diventata Pandaria[164].

### Creature non senzienti
Nell'universo di Warcraft sono presenti innumerevoli creature animali. Alcune sono riprese da bestie realmente esistenti, anche estinte, senza alcuna modifica o con cambiamenti irrisori: vi sono ad esempio iene, cinghiali, scimmie, mammut, raptor e altri dinosauri. Altre creature invece presentano caratteristiche di animali reali esagerate o solo in parte: esistono ad esempio vespe, ragni e falene grandi quasi quanto un uomo, vegetali semoventi e zebre cornute. Proliferano anche creature prese dai più svariati folclori e mitologie (salamandre, roc, cani a due teste, couatl e kraken), come anche esseri completamente inventati. Fra le specie più rilevanti si possono citare:
- Fiere (saber o saber cats): possenti felini nativi di Kalimdor, caratterizzati dai canini superiori lunghi e sporgenti come quelli delle tigri dai denti a sciabola. Le fiere, soprattutto le cosiddette "fiere della notte" (nightsaber) sono state parte integrante della cultura degli elfi della notte da tempo immemore, aiutandoli in combattimento e fungendo da cavalcature[165].
- Kodo o bestie kodo (kodo beasts): imponenti quadrupedi il cui aspetto ricorda un incrocio fra un rettile e un brontoterio. Sono creature pacifiche ma possenti, che vagano in greggi nelle terre centrali di Kalimdor[166]; principalmente erbivori e di indole pacifica, diventano molto pericolosi se fatti infuriare[166]. Vengono utilizzati come cavalcature dai tauren e dagli orchi[166].
- Silitidi (silithid): creature simili ad insetti[8] che nacquero molto tempo prima della Guerra degli Antichi dalle magiche energie del Pozzo dell'Eternità[7] e dalle quali C'Thun creò gli aqir. Dopo la Frattura, i silitidi rimasero sotto il controllo dei qiraji, e come essi furono rinchiusi dentro Ahn'Qiraj dopo la Guerra delle Sabbie Mutevoli[7]. Mille anni dopo di essa, i silitidi riuscirono ad uscire dal regno sigillato dove erano stati confinati, e presero ad espandersi prima a Silitus, poi nei territori circostanti, disseminando i loro alveari nel Cratere di Un'Goro, a Tanaris, nei Millepicchi, a Feralas e nelle Savane Meridionali[7]. Fu proprio l'emergere di silitidi che insospettì i membri delle altre razze senzienti, che formarono poi un'unica armata per respingerli e porre fine definitivamente ai piani di C'Thun[7]. I silitidi sono suddivisi in caste, i cui membri hanno ruoli e aspetti anche molto diversi[8] (possono sembrare diverse razze distinte: fra di essi si possono identificare creature chiaramente ispirate a vespe, scarabei, solifugi, scorpioni, larve e anche granchi nonché altri artropodi di varia natura). Costruiscono le loro tane sottoterra, come lunghissimi reticoli di gallerie; sebbene non siano tutti ostili, i silitidi sono molto territoriali e difendono tenacemente la loro area[8].